# Franklin County Government Center
El Centro de Gobierno del Condado de Franklin (en inglés Franklin County Government Center) es un complejo gubernamental del condado de Franklin en la ciudad de Columbus, la capital del estado de Ohio (Estados Unidos). El centro de gobierno ha incluido varias versiones del Palacio de Justicia del Condado de Franklin, incluido un edificio terminado en 1840 y otro terminado en 1887. Las funciones actuales del juzgado se distribuyen entre los edificios del complejo.

## Historia y estructuras
El edificio más alto del complejo es el Palacio de justicia del condado de Franklin de 27 pisos y 141 m de altura, construido en 1991 en 373 South High Street. Es el séptimo edificio más alto de Columbus. Este es el tercer Palacio de Justicia del Condado de Franklin y alberga la mayoría de las agencias gubernamentales del condado. Fue diseñado por el estudio de arquitectura DesignGroup, Inc. siguiendo el estilo posmoderno.
Otros edificios importantes en el complejo incluyen el Tribunal Municipal de 19 pisos en 375 South High Street y el Hall of Justice de 10 pisos en 369 South High Street, ambos diseñados por Prindle & Patrick. El nuevo Palacio de Justicia de Causas Comunes del Condado de Franklin de siete pisos en 345 South High Street se completó en 2010.
El Salón de Justicia en 369 South High Street comenzó una renovación de dos años a principios de 2013.
Otras instalaciones en el complejo incluyen:
- Dorrian Commons Park
- Pabellón en 365 S. High Street
- James A. Karnes Building (Franklin County Sheriff's Office) en 410 S. High Street
- Centro Correccional del Condado de Franklin I en 370 S. Front Street
- Centro de detención juvenil/garaje de estacionamiento en 399 S. Front Street
- 3Parking Garage en 4 E. Fulton Street
- Service Building en 80 E. Fulton Street

La escultura monumental Oval with Points de Henry Moore, originalmente instalado en Dorrian Commons Park, se trasladó al otro lado de High Street en 2014 a la plaza del recién remodelado Salón de Justicia. Luego, la estatua de 1974 de Benjamin Franklin se trasladó de la plaza a un vestíbulo interior en el palacio de justicia.

## Galería

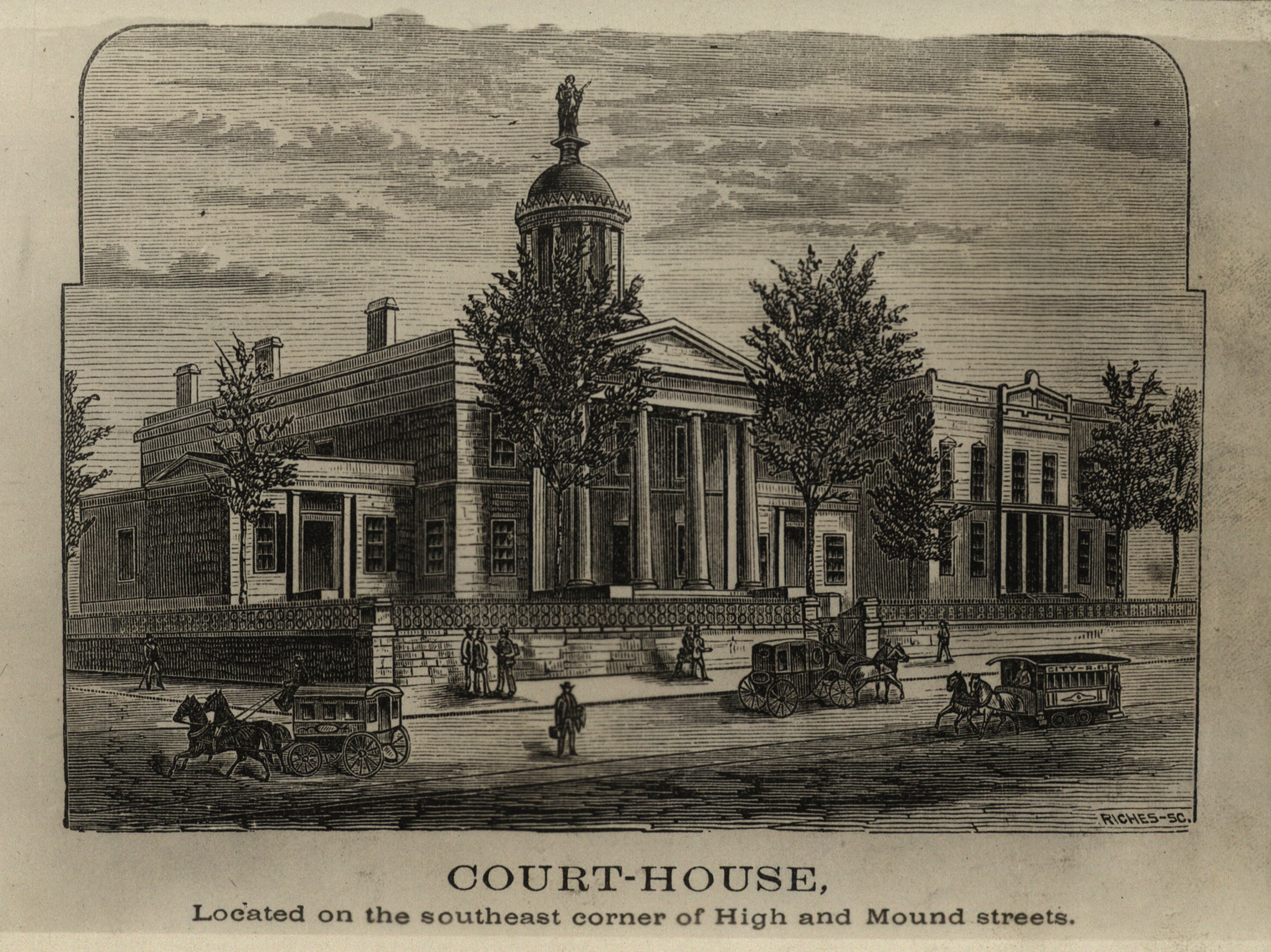
Palacio de justicia de 1840
Palacio de Justicia construido en 1887 y demolido en 1974
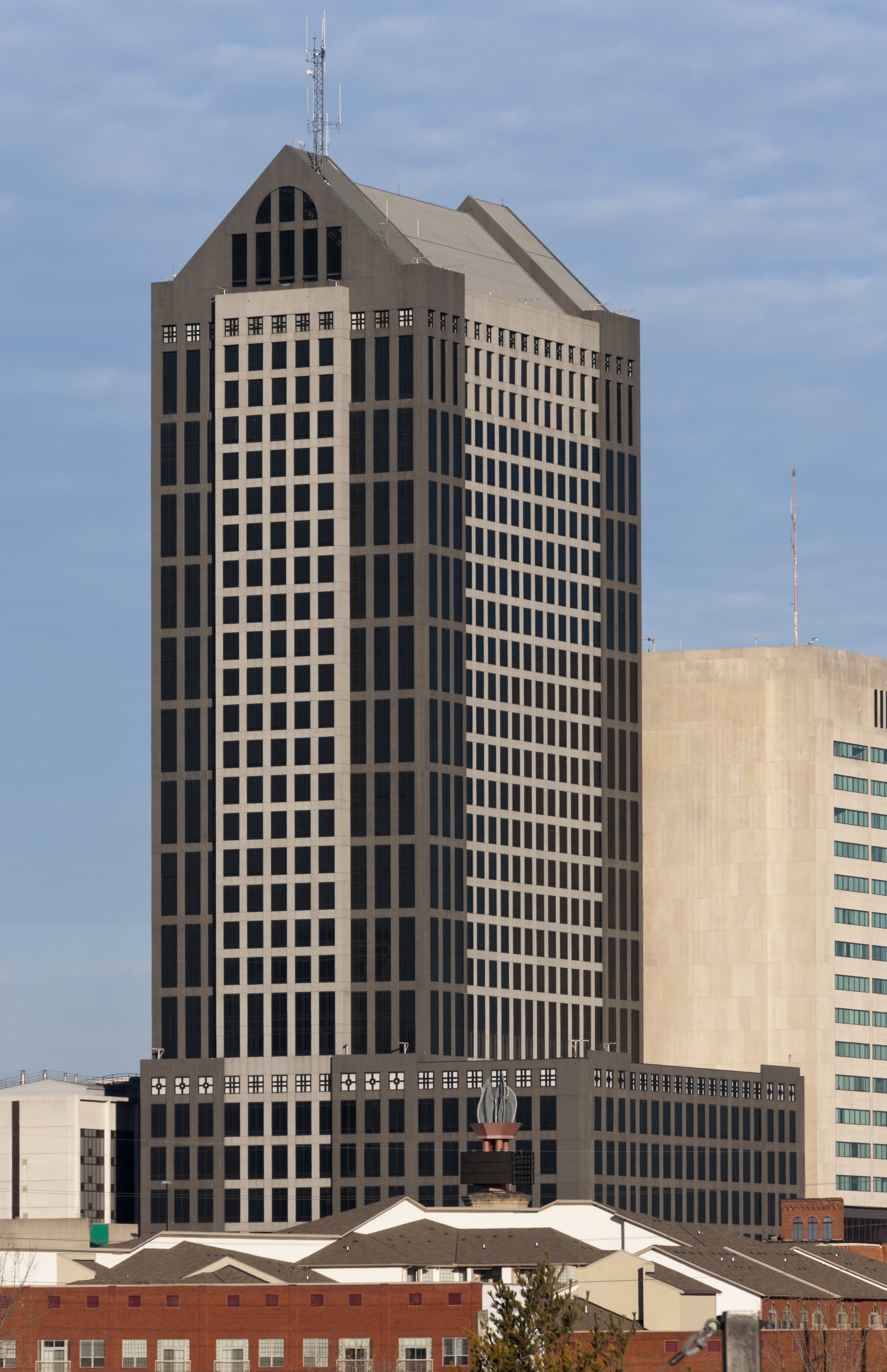
Palacio de justicia del condado de Franklin
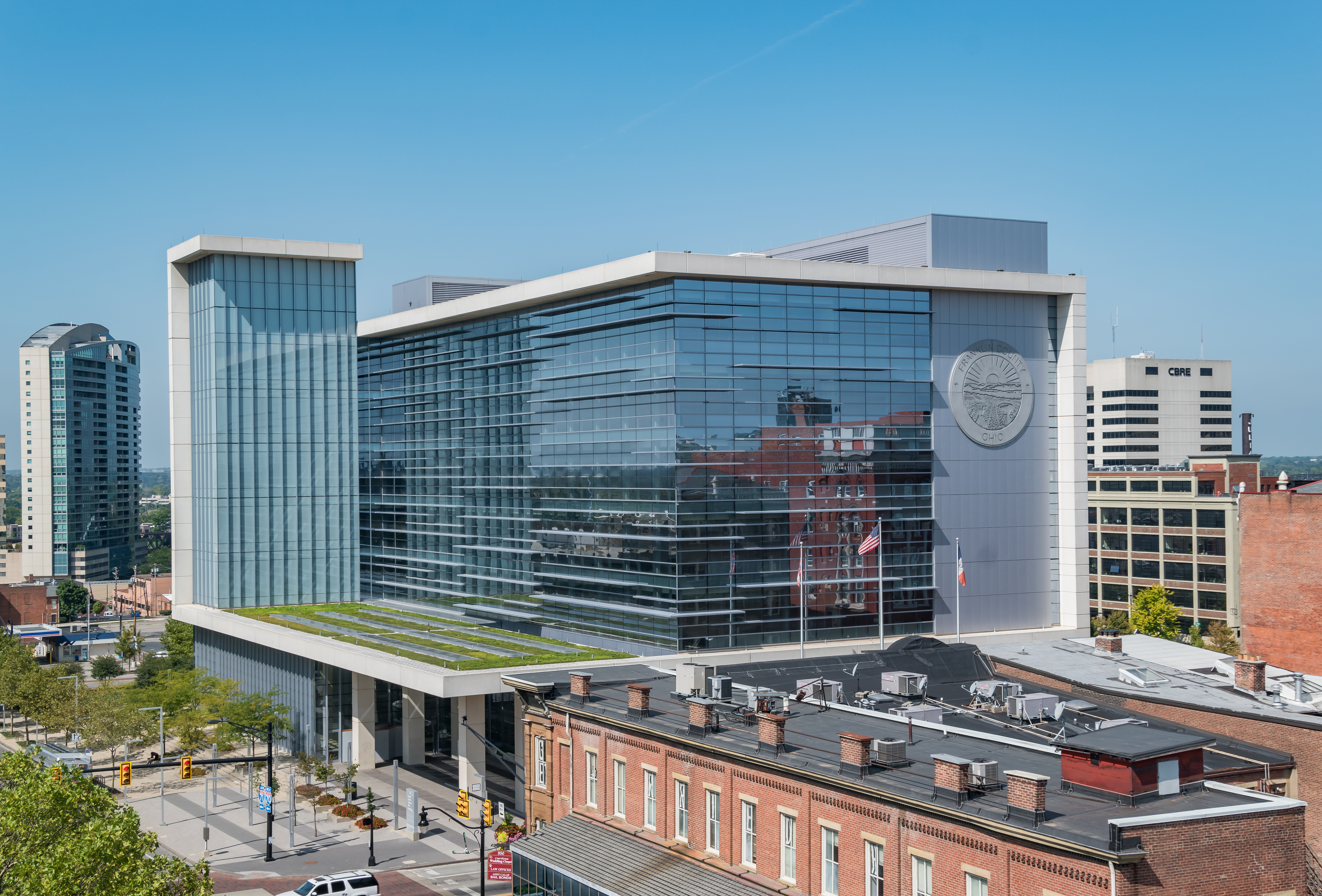
Palacio de Justicia de Causas Comunes
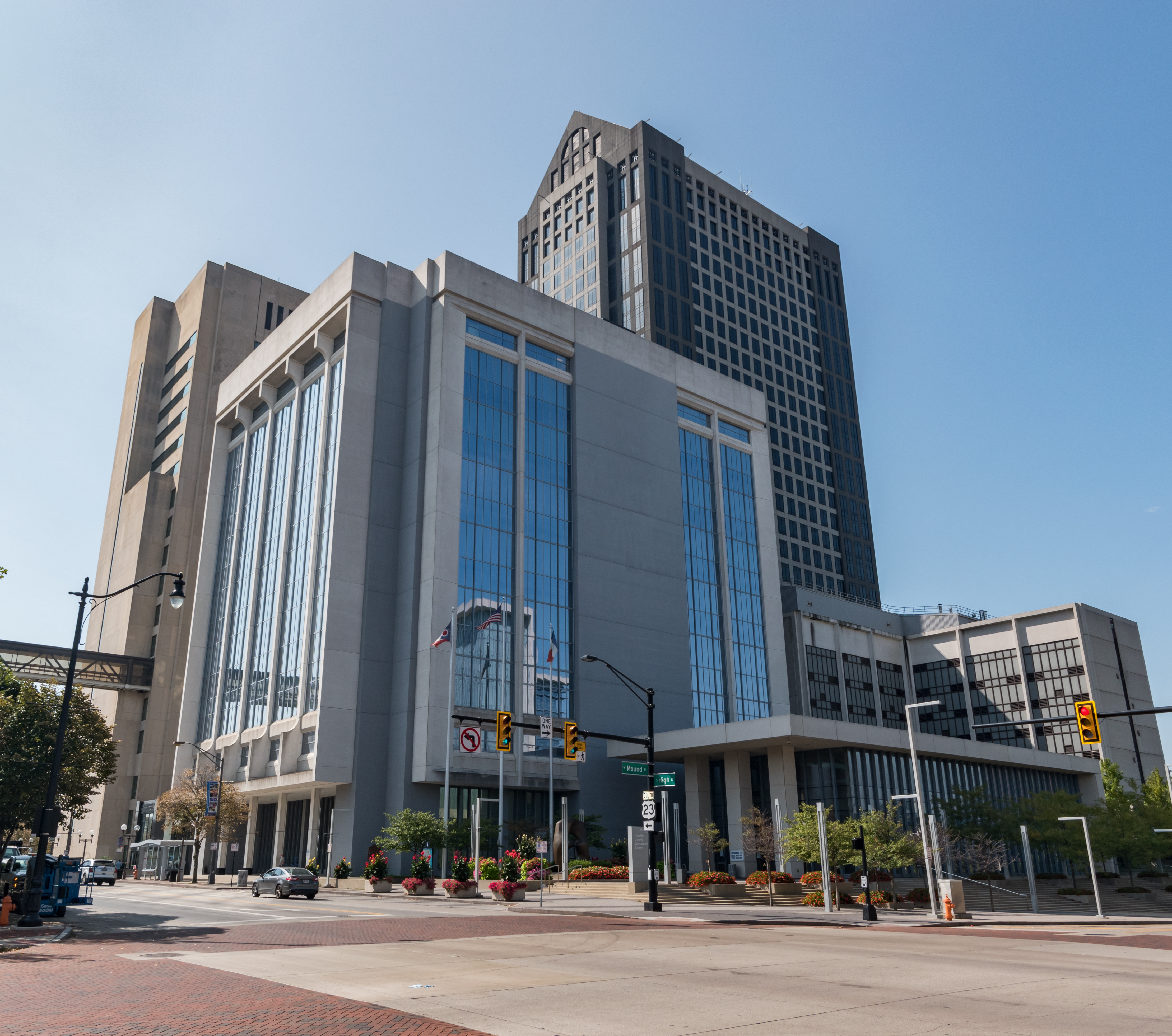
Salón de la justicia
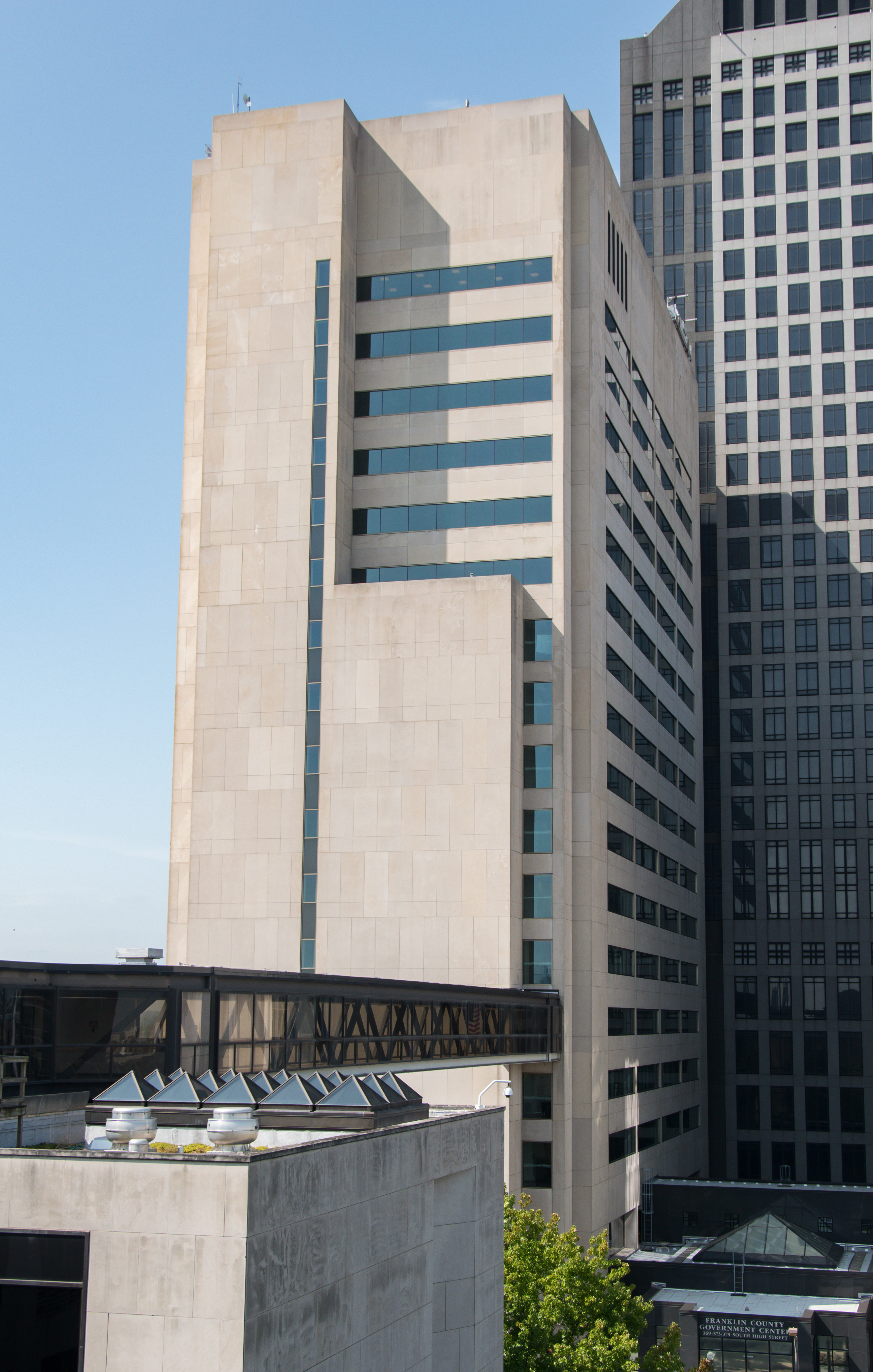
Corte Municipal
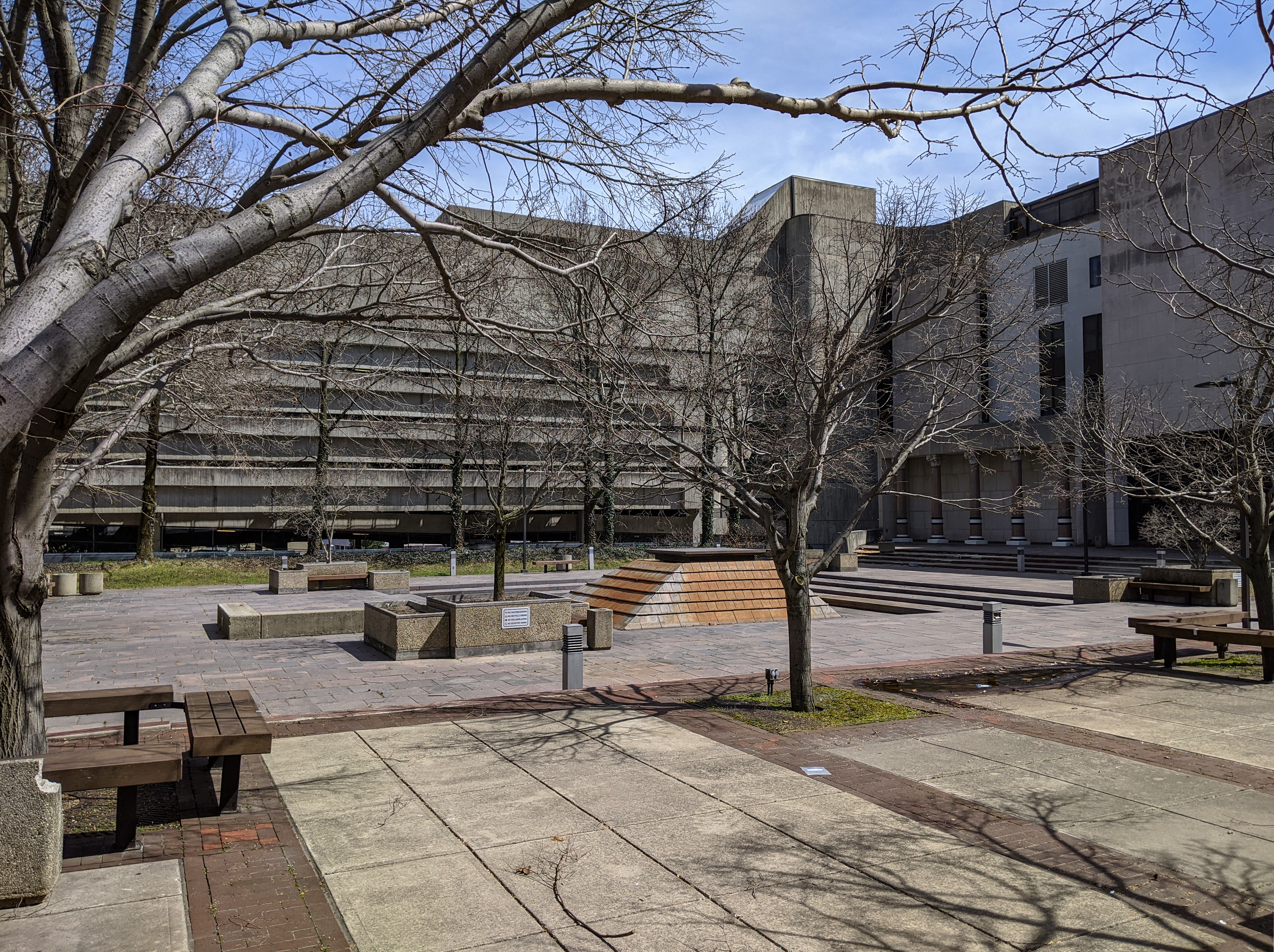
Parque Dorrian Commons